# Comuna de Malczyce
Malczyce (polaco: Gmina Malczyce) é uma gminy (comuna) na Polónia, na voivodia de Baixa Silésia e no condado de Średzki (dolnośląski). A sede do condado é a cidade de Malczyce.
De acordo com os censos de 2004, a comuna tem 5996 habitantes, com uma densidade 114,1 hab/km².

## Área
Estende-se por uma área de 52,55 km², incluindo:
- área agrícola: 74%
- área florestal: 10%

## Demografia
Dados de 30 de Junho 2004:
|                      | Total   | Total | Mulheres | Mulheres | Homens  | Homens |
| -------------------- | ------- | ----- | -------- | -------- | ------- | ------ |
|                      | pessoas | %     | pessoas  | %        | pessoas | %      |
| População            | 5996    | 100   | 3057     | 51       | 2939    | 49     |
| Densidade (pop./km²) | 114,1   | 100   | 58,2     | 58,2     | 55,9    | 55,9   |

De acordo com dados de 2002, o rendimento médio per capita ascendia a 1282,49 zł.

## Subdivisões
- Chełm, Chomiąża, Dębice, Kwietno, Malczyce, Mazurowice, Rachów, Rusko, Wilczków.

## Comunas vizinhas
- Prochowice, Ruja, Środa Śląska, Wądroże Wielkie, Wołów